# La Garrocha
La Garrocha (oficialmente en catalán, Garrotxa) es una comarca española, situada en la provincia de Gerona, Cataluña. Limita con el Ripollés, Osona, La Selva, el Gironés, el Pla de l'Estany, el Alto Ampurdán en España y Vallespir en Francia.
La comarca de La Garrocha se halla situada en el nordeste de Cataluña, entre el Alto Ampurdán y el Ripollés, provincia de Gerona, y se subdivide en dos partes bien diferenciadas: la Alta Garrocha y la Baja Garrocha. El espacio natural de la Alta Garrocha presenta un paisaje abrupto, de estrechos y profundos valles rodeados de altos riscos y paredes de roca. En cambio, la Baja Garrocha es suave y húmeda, los valles son llanos por efecto de la actividad volcánica y ello ha propiciado el desarrollo de las poblaciones más importantes de la comarca, siendo Olot su capital.
El parque natural de la Zona Volcánica de la Garrocha es el mejor ejemplo de paisaje volcánico de la península ibérica y uno de los más importantes de Europa. En 1982 fue declarado Paraje Natural de Interés Nacional con áreas de Reservas Integrales de Interés Geobotánico. Se extiende por un territorio de media montañana de 12 000 ha, donde se han contabilizado 38 conos volcánicos. Su relieve presenta altitudes de 200 m de altura en Castellfullit de la Roca hasta 1100 m en el Puigsallança, punto culminante de la sierra de Finestres.
La Garrocha es tierra de naturaleza, la variedad de vegetación y fauna es extraordinaria. El elevado índice de pluviosidad, la variedad de substratos y las diferencias de altitud y orientación de las sierras son motivos para que en un espacio tan pequeño pueda encontrarse desde la vegetación mediterránea más típica hasta la vegetación de tipo centroeuropeo o de tendencia atlántica.
La comarca cuenta con numerosos pueblos medievales, ermitas románicas, calzadas romanas, etc.

## Etimología

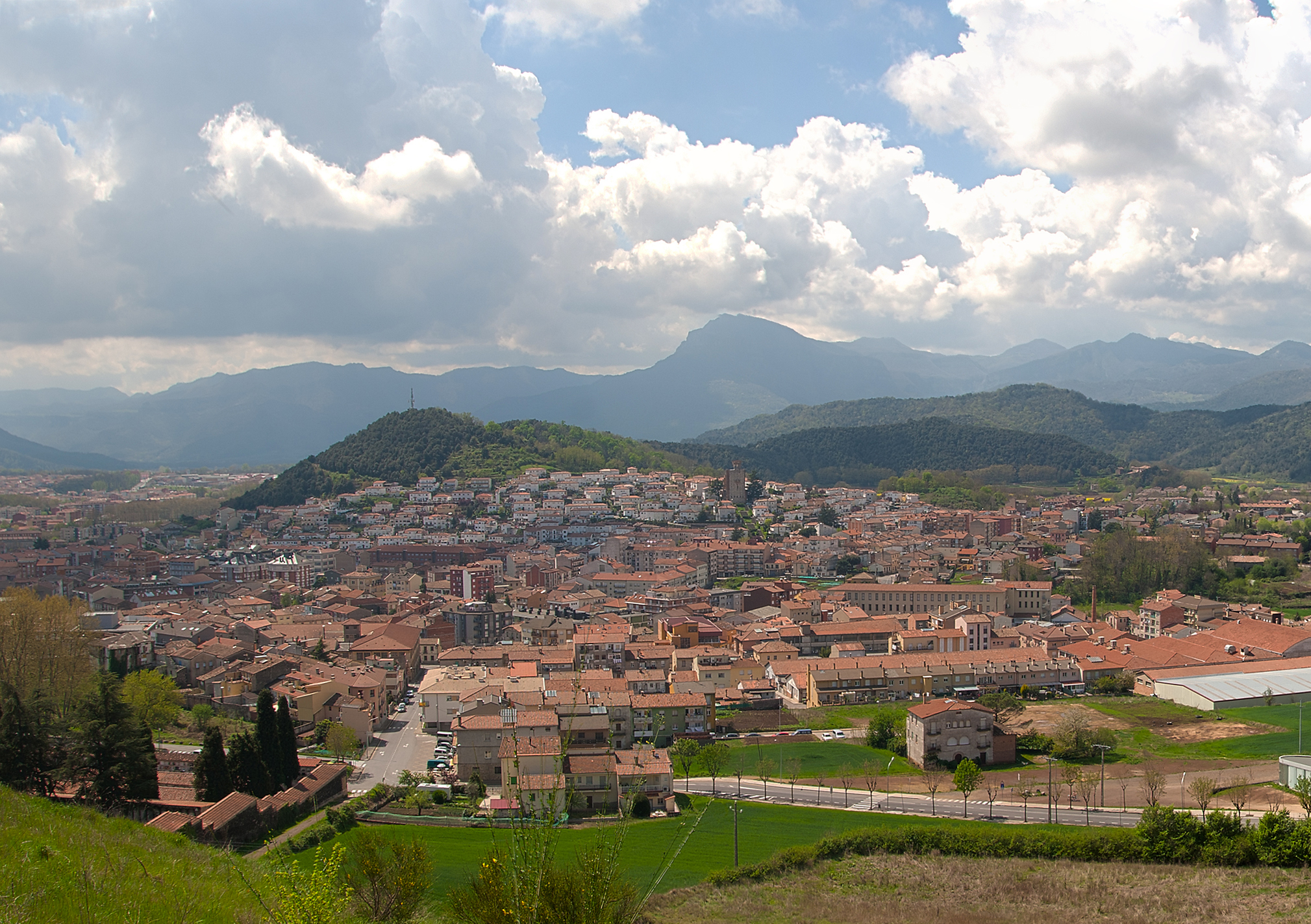
Olot, la capital comarcal.

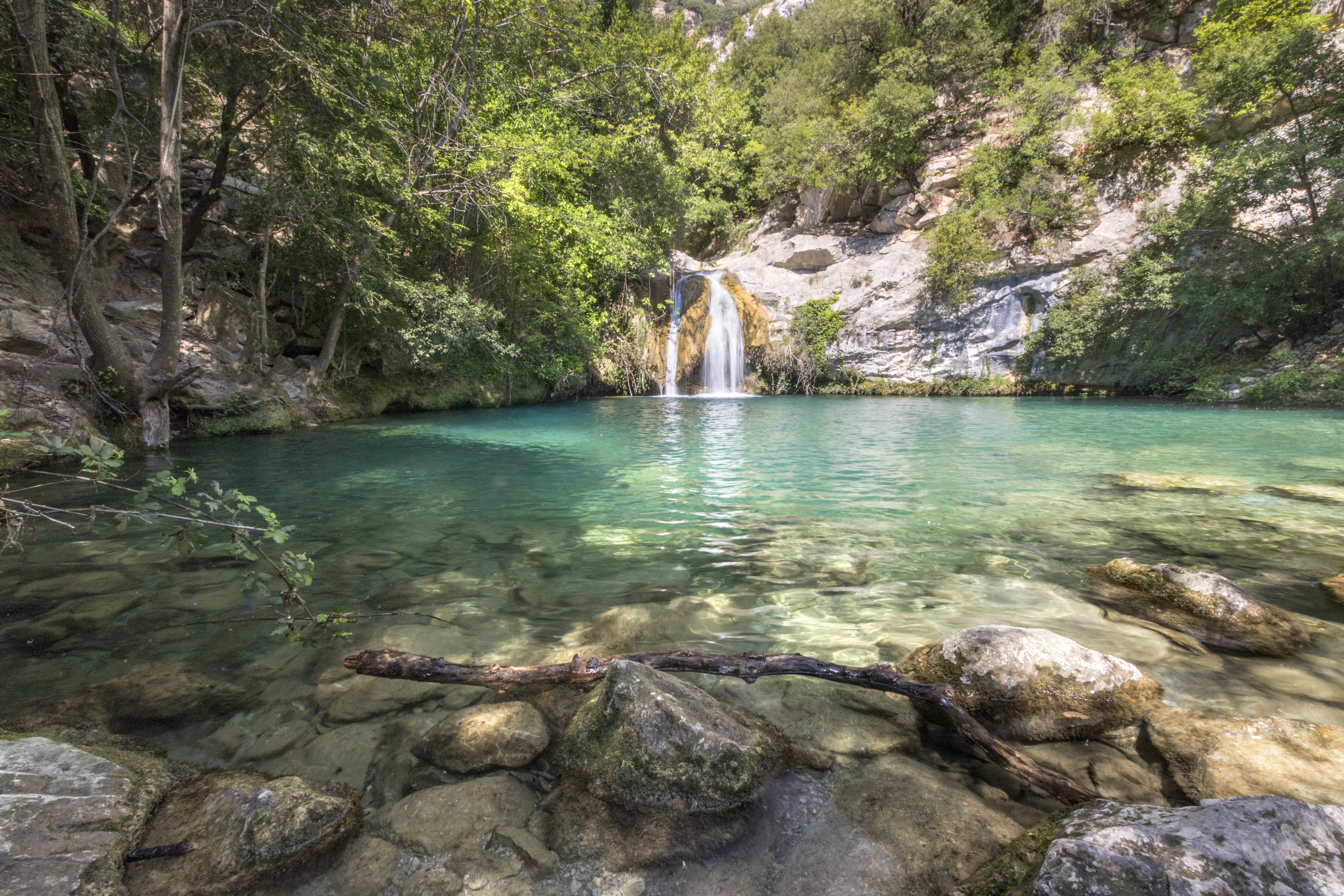
Sant Aniol d'Aguja.

En catalán "Garrotxa" significa "tierra áspera, rota y de mal pisar". El término hace referencia a la subcomarca de la Alta Garrocha, en el tercio norte, caracterizada físicamente por un relieve abrupto donde predominan las calizas, los acantilados y los cursos fluviales profundos.

## Geografía
La comarca tiene una extensión de 735,4 km² y una población de 51 786 hab. Comprende la alta cuenca del Fluviá, y las cabeceras de los arroyos de Amer y de Llémena.
El territorio no es homogéneo y se pueden considerar, tanto desde el punto de vista físico como humano, dos subcomarcas: el sector que se extiende al norte del Valle del Fluviá, denominado Alta Garrocha, y el que ocupa la parte meridional, conocido corrientemente por comarca de Olot.
En el sector occidental, la cubeta de Olot-Santa Pau, la presencia de materiales volcánicos contribuye a dar acusada personalidad al paisaje. Las formas que más resaltan en el paisaje son los conos volcánicos, unos 40, entre los que destacan el Croscat y el Volcán de Santa Margarita.
El Fluviá, de régimen mediterráneo, tiene un caudal más bien escaso, no tanto por la escasez de lluvias sino por lo reducido de su cuenca dentro de la comarca (1,07 m³/s en Olot).
La Garrocha contrasta con las comarcas vecinas por su elevada pluviosidad. La lluvia anual oscila en torno a los 1000 mm. Existe un refrán que dice Si no plou a Olot, no plou enlloc (Si no llueve en Olot, no llueve en ningún lugar).

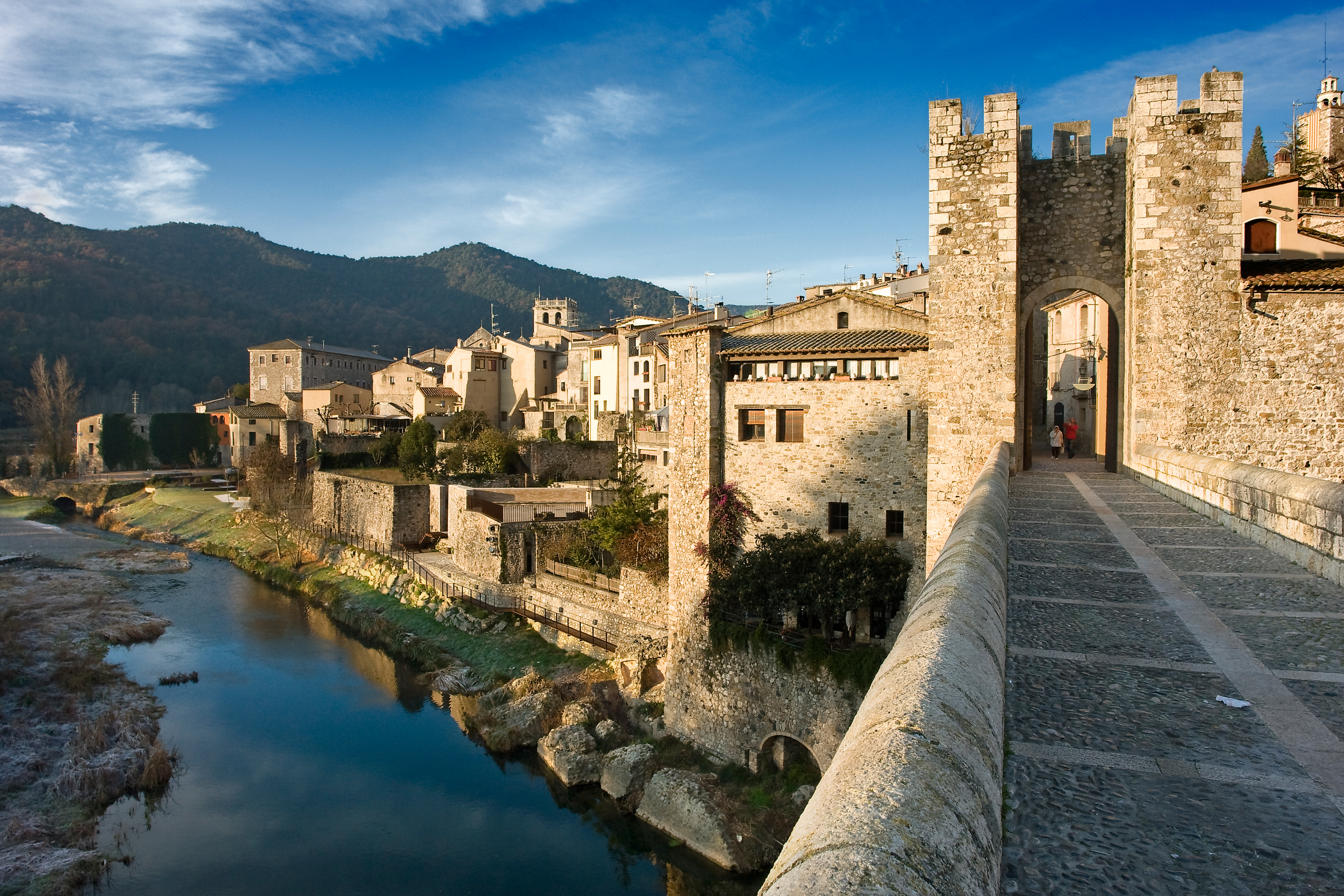
Besalú, uno de los pueblos más pintorescos de la comarca.

Por lo que respecta a las temperaturas, en Olot el valor promedio de las mínimas de enero es de 0,09 °C, y el de las máximas de agosto, de 27,7 °C. Las frecuentes formas de cubeta existentes ocasionan inversiones térmicas, y el relieve en la Alta Garrocha y en el Puigsacalm, particularmente, una variante climática de montaña, con importancia de precipitaciones en forma de nieve.
La vegetación sigue las líneas del clima. Existe una parte de tipo mediterráneo que se extiende por la Alta Garrocha y este de la comarca, mientras que el resto del terreno lo recubre vegetación submediterránea que pasa a ser atlántica en los puntos más húmedos.

## Población
Los núcleos de población concentrada son poco importantes. En 1986 el 9,4% de la población activa trabajaba en el sector primario, el 59,4% en el sector secundario y el 31,2% restante en el sector terciario.
La superficie cultivada ha ido disminuyendo. A pesar de ello es la primera comarca productora de maíz de secano de Cataluña.
La ganadería presenta una fuerte expansión ayudada por su modernización técnica, particularmente en lo que respecta al porcino y al bovino.
La industria recibió un impulso decisivo tras 1940. Actualmente el sector textil, sobre todo el de hilados y géneros de punto, el alimentario (industria cárnica) y el metalúrgico (la metalurgia de transformación) son los más importantes. En un segundo lugar están los sectores de las artes gráficas y el papelero, el químico y el de los plásticos. La actividad industrial se concentra en la ciudad de Olot y los municipios vecinos de San Juan les Fonts y Besalú.
| Municipio                                         | Población | Municipio                                           | Población |
| ------------------------------------------------- | --------- | --------------------------------------------------- | --------- |
| Argelaguer                                        | 406       | Besalú                                              | 2112      |
| Beuda                                             | 139       | Castellfullit de la Roca (Castellfollit de la Roca) | 984       |
| Mayá de Moncal (Maià de Montcal)                  | 346       | Mieras                                              | 347       |
| Montagut y Oix                                    | 839       | Olot                                                | 31 264    |
| Las Planas (Les Planes d'Hostoles)                | 1728      | Las Presas (Les Preses)                             | 1554      |
| Riudaura                                          | 411       | Sales de Llierca                                    | 109       |
| Sant Aniol de Finestrás (Sant Aniol de Finestres) | 292       | San Feliu de Pallarols (Sant Feliu de Pallerols)    | 1190      |
| San Ferreol (Sant Ferriol)                        | 209       | San Jaime de Llierca (Sant Jaume de Llierca)        | 764       |
| San Juan les Fonts (Sant Joan les Fonts)          | 2718      | Santa Pau                                           | 1481      |
| Tortellá (Tortellà)                               | 713       | Vall de Bas (La Vall d'en Bas)                      | 2790      |
| Vall de Vianya (La Vall de Bianya)                | 1172      |                                                     |           |

## Turismo
La zona ha sido habitada desde el siglo IX con la formación de pequeños núcleos rurales, casas solariegas y masoverías diseminadas. La arquitectura popular catalana se adapta plenamente al paisaje y existen numerosas construcciones agrarias tradicionales y antiguas casas solariegas.
Los moderados desniveles de la Garrocha y su diversidad y belleza paisajística hacen de ella un territorio ideal para los amantes del senderismo.

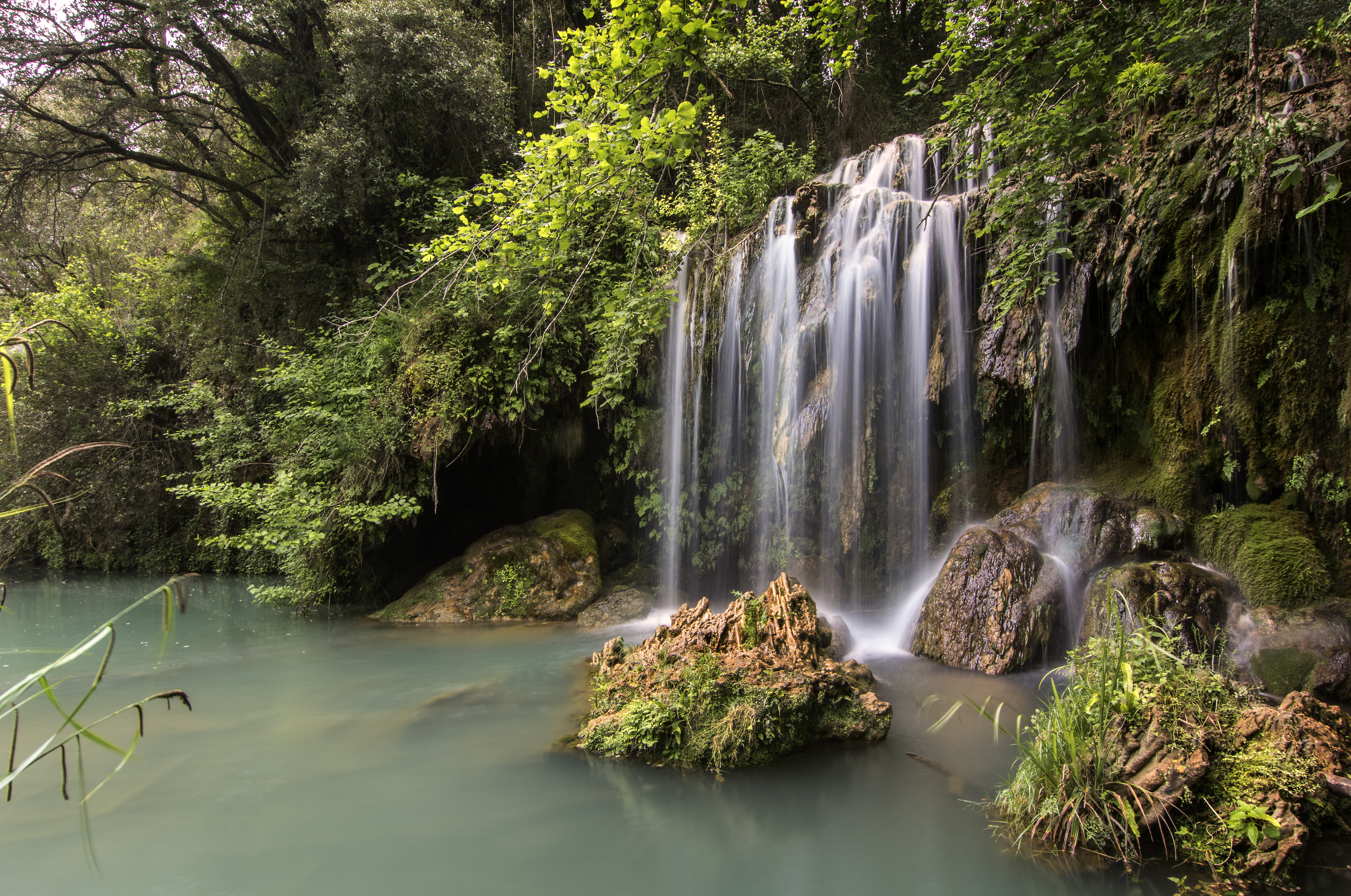
Gorg del Molí dels Murris, en el término municipal de Las Planas.

Decenas de caminos históricos conforman la red de senderos Itinerànnia, a través de la cual todo aquel que sea mínimamente aficionado a caminar puede descubrir todos y cada uno de los rincones de La Garrocha. También, a través de Itinerànnia, se podrá acceder al Ripollés y al Alto Ampurdán una vez finalizadas las labores de señalización. Esta red de senderos coincide, en parte, con algunos itinerarios específicos, tanto con los del parque natural de la Zona Volcánica de La Garrocha como con los de la Alta Garrocha, los cuales permiten descubrir algunos de los rincones más interesantes de la comarca.
La Vía Romana del Capsacosta, el Camino Real de Vich a Olot y diversos Senderos de Gran Recorrido son otras propuestas de visita a La Garrocha a través de sus caminos.
Durante todo el año existe la posibilidad de hacer rutas con el acompañamiento de una guía, a través de Itinerànnia y fuera de esta red de caminos. Se puede hacer de diversas maneras: contratando directamente al guía o bien participando en una visita del programa "¡Descubre la Garrotxa!"
La Garrocha es uno de los mejores espacios para practicar el cicloturismo en Cataluña. Olot es un punto clave, ya que es un punto de paso obligado para enlazar la Vía Verde del Ferro con la Vía Verde del Carrilet. El enlace se puede realizar a través de dos rutas distintas: la primera va desde San Juan de las Abadesas hasta Olot pasando por el Coll de Santigosa y por el coll de Coubet, aprovechando la antigua carretera Gi-521; y la segunda pasa por Santa Llúcia de Puigmal y la Vall de Bianya. Este es el track de esta última opción.
Olot es el punto de partida recomendado para recorrer la Vía Verde del Carrilet, ya que buena parte del recorrido hasta Gerona es en descenso.
Olot también dispone de diversas rutas de cicloturismo -no señalizadas- por los alrededores de la ciudad y Besalú de la Anilla Verde, un amplio espacio de paso a orillas del río Fluviá apto para circular en bicicleta.
Los amantes de la BTT tienen a su alcance diversas rutas que transcurren, en su práctica totalidad, por el parque natural de la Zona Volcánica de la Garrocha. Una parte de las rutas está señalizada por el Ayuntamiento de Las Presas, y la otra comprende los itinerarios del parque natural número 3, 19, 21 y 15 -hasta Can Passavent, lugares por donde se permite la circulación de bicicletas. Besalú también dispone de diversas rutas aptas para hacer en BTT. El Palau Robert propone a su vez otras rutas, algunas de las cuales no están señalizadas.

## Zona volcánica de la Garrocha

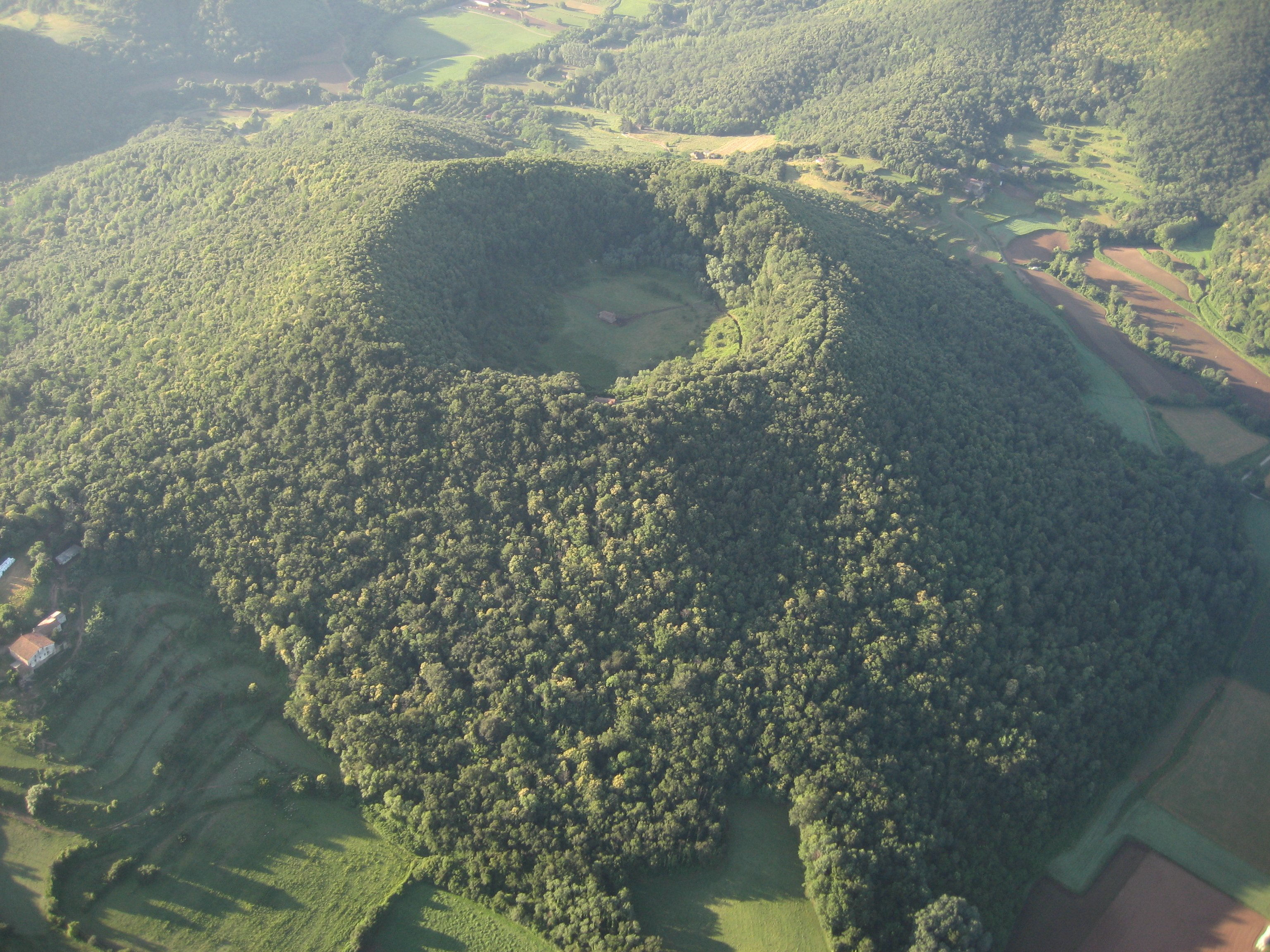
Volcán de Santa Margarita.

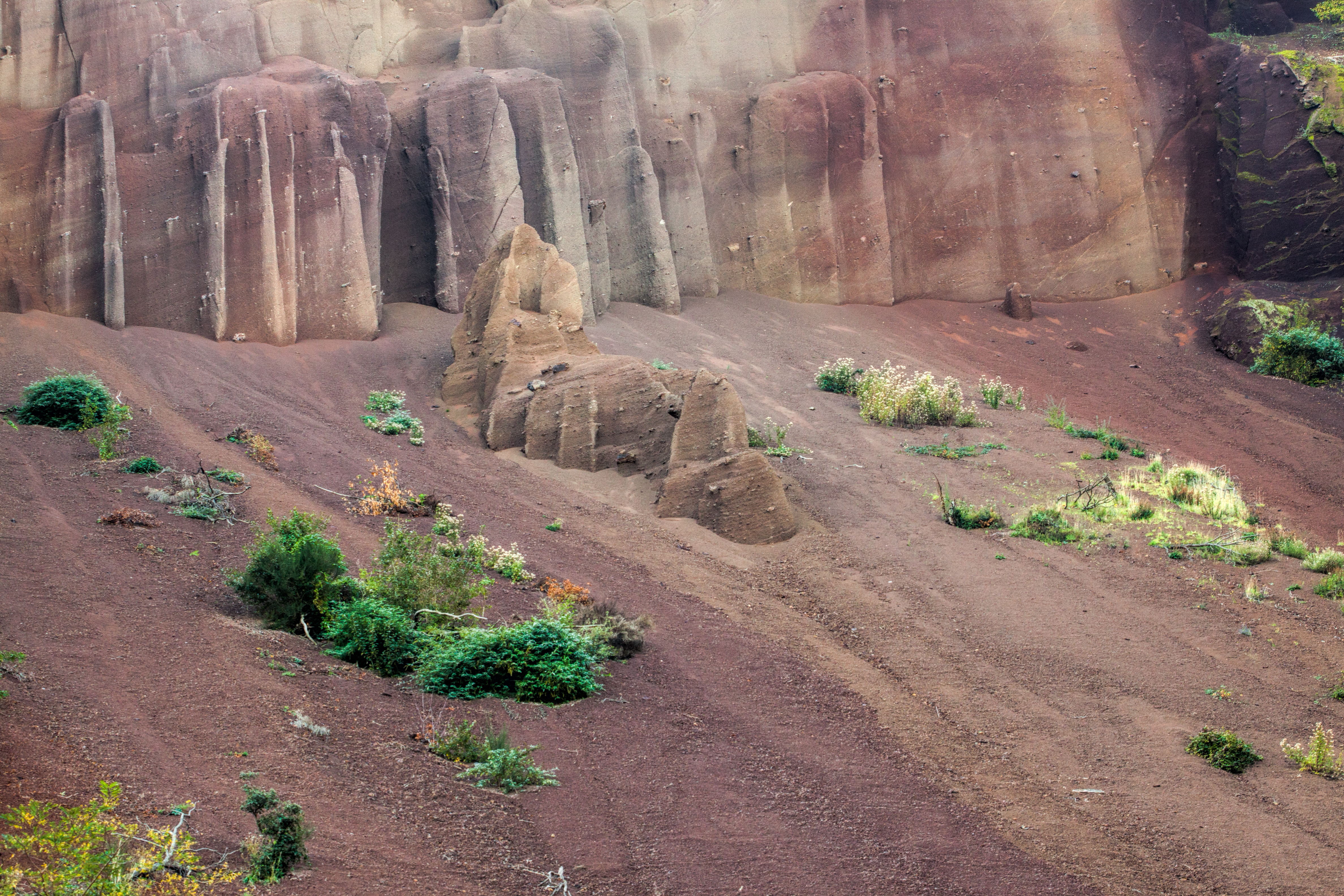
Estratos del volcán Croscat.

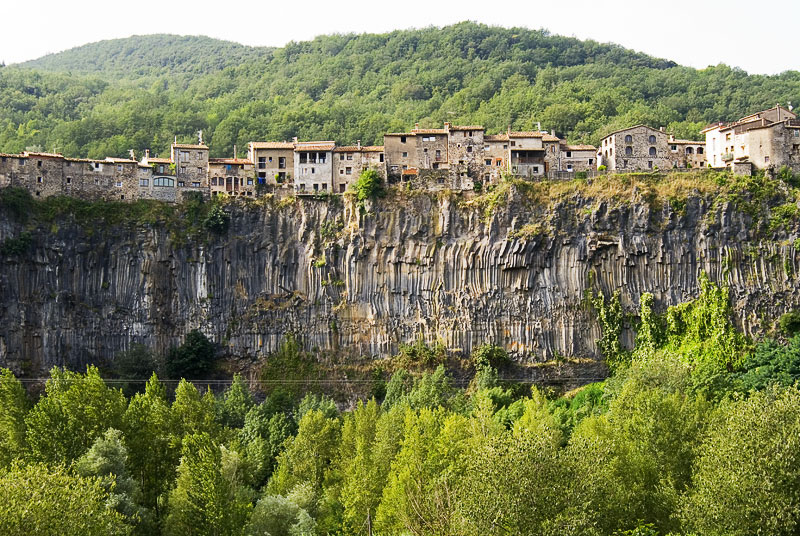
Castellfullit de la Roca se asienta sobre columnas basálticas.

La zona volcánica de la Garrocha se encuentra en los Pirineos orientales, donde existe alrededor de cuarenta conos volcánicos, en buen estado de conservación y con importantes corrientes de lava basáltica.
El foco principal es el llano de Olot y sus vertientes (el campo de lava ocupa una gran parte del llano, unos 25 km²), donde la lava fluyó siguiendo el valle del Fluviá y llegó hasta San Jaime de Llierca.
Otro sector importante lo constituye el valle tectónico del Río Ser, al pie de la escarpa de falla de las sierras del Corb y de Finestres, donde se encuentran los volcanes más importantes (Santa Margarita y Croscat). La lava siguió en este caso el valle por la vertiente del río hasta el Molino de Gibert, pasado El Sallent en Santa Pau.
Finalmente puede afirmarse la existencia de un tercer grupo constituido por una serie de volcanes situados en el valle del Llémena y los del arroyo de Adri. 
En el sector de Olot también hubo erupciones en la antigüedad, ya que se pueden encontrar guijarros de basalto en los materiales pliocénicos del valle del Fluviá.
En las erupciones modernas se reconocen diferentes fases, aunque podemos datarlas todas en torno a la mitad del Cuaternario.
Por lo que respecta a las formas de relieve, además de los conos volcánicos de tipo estromboliano, de los cuales existen con cráter central (Montsacopa), con cráteres laterales (Garrinada, Santa Margarita), constituidos por piroclastos uniformes y de pequeño tamaño (Croscat) o heterométricos Montolivet, Montsacopa, sin embargo mesas de lava, descubiertas por la erosión fluvial diferencial, como en Castellfullit de la Roca o en San Juan les Fonts, lugares donde se puede ver la constitución interna consolidada en prismas alargados de basalto (columnatas basálticas).
En el sector del Ser son abundantes las acumulaciones de lapillis denominadas también grederas y, cerca de Olot, las formaciones de lavas porosas, consolidadas en sectores de humedales, como en el Bosque de Tosca.
En 1982 la zona comprendida entre los valles del Fluviá y del Ser y la cabecera de los valles de Aiguavella y Sant Iscle fue declarada, por la Generalidad de Cataluña, Paraje Natural de Interés Nacional. Por la misma ley van ser declaradas Reservas Integrales Geobotánicas la mayor parte de los conos volcánicos y el hayedo de Jordán (en catalán Fageda d´en Jordà). En 1985 la ley de espacios naturales recalifica la zona volcánica como Parque natural y las reservas integrales pasan a ser Reservas naturales parciales.
Toda esta zona volcánica se encuentra actualmente protegida como parque natural de la Zona Volcánica de la Garrocha, que incluye los 40 volcanes de la zona, con una extensión de 12 007 ha (120,07 km²).

### Actividad volcánica y geocronología
Estudios recientes han permitido precisar mejor la evolución temporal del campo volcánico de La Garrocha, que forma parte de la Zona Volcánica Catalana dentro del Sistema de Rift Europeo. Este campo ha estado activo desde el Pleistoceno medio hasta el Holoceno temprano, con fases de actividad más frecuentes de lo que se creía anteriormente.  
Un análisis geocronológico basado en 15 nuevas dataciones mediante el método Ar-Ar, combinado con un estudio detallado de campo, ha permitido refinar la estratigrafía previa, que se basaba únicamente en relaciones de campo y análisis morfométrico. Los resultados indican que el volcanismo en La Garrocha ha sido más reciente y continuo, lo que tiene implicaciones significativas para la evaluación del peligro volcánico en la región.